# Castell de Súria
El castell de Súria és un castell del municipi de Súria (Bages). Està situat a la part més alta d'un tossal que domina el riu Cardener. És una obra declarada bé cultural d'interès nacional. Actualment està habilitat com a Centre d'Interpretació del Poble Vell, i és visitable. Al costat del castell, hi trobem l'església del Roser, que conserva encara una part de l'absis i del campanar d'estil romànic, on s'adossen les parets del castell formant així una muralla per la cara de llevant.

## Descripció

### Castell

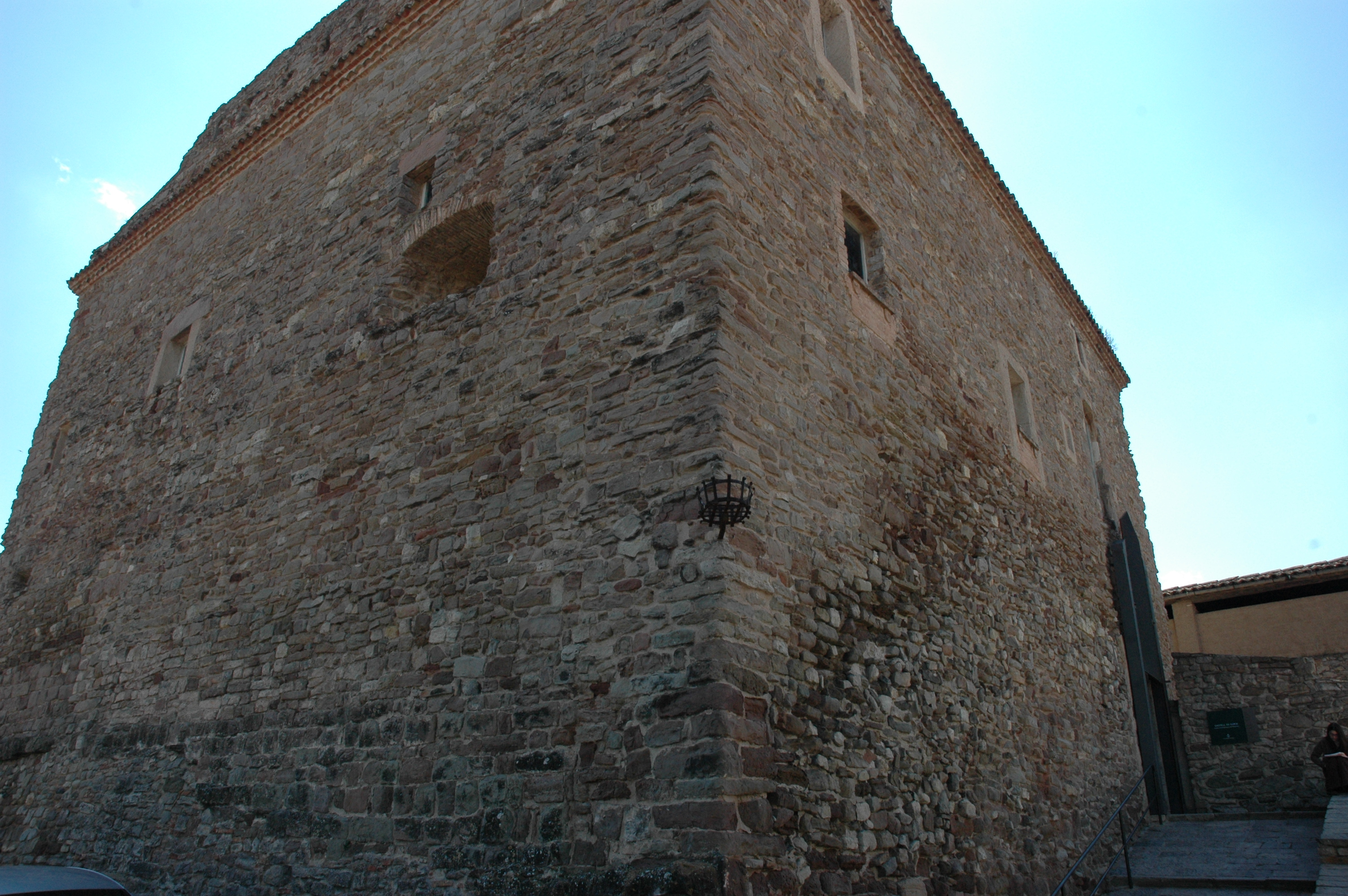
Castell de Súria. Torre quadrada. (Juny 2008)

L'existència del castell de Súria està documentada des del segle x. Va néixer com a torre de vigilància quan la Catalunya central era zona de frontera. Posteriorment va ser residència de castlans, i la seva jurisdicció es va convertir en motiu de disputa entre Barcelona i Cardona durant l'edat mitjana.
A l'entorn de castell es va desenvolupar un nucli de població estable, origen de la Súria actual. El castell de Súria acull actualment un centre d'interpretació. Per visitar-lo cal posar-se en contacte amb l'Oficina de Turisme de Súria, que és al mateix nucli antic del Poble Vell.
El castell de Súria té la forma d'un gran casalici. D'època romànica, però només en queda la torre, reclosa dins els paraments més moderns, per la qual cosa només és visible des de l'interior de la fortalesa. La torre té forma de prisma, es divideix en dues estances separades per una volta de pedra, feta amb lloses disposades a plec de llibre. La porta s'obre a la banda de llevant, el segon pis devia estar separat per un empostissat. La torre és coberta per un terrat.
L'aparell és fet amb blocs de pedra, de formes allargassades, escantonats amb martell i disposats en filades horitzontals. L'interior conserva vestigis de les tres plantes de l'edifici i s'intueixen algunes de les dependències existents per les restes de delimitacions i murs que hi trobem. L'accés al castell es fa per una porta allindanada situada en un angle de l'edifici. A la part superior hi ha vestigis dels merlets que el coronaven.
La torre es va aixecar amb carreus de mida mitjana de diferents mides, però amb predomini de les formes allargades. Han estat escantonats a cops de martell i s'han disposat en filades horitzontals. A l'espai entre les dues parets que delimiten el gruix dels murs hi ha pedres i terra, sense que s'hagin trobat restes de calç.
A mitjan segle xx el castell havia servit d'estació del telègraf òptic i es comunicava amb les estacions de Manresa, Cardona, Serrateix i Castelltallat. El gran casalici fou utilitzat fins a una època relativament recent per a escola, calabós i per a altres serveis municipals. Les obres de restauració del castell, acabades a l'agost del 1983 van ser molt encertades. Les parets enderrocades es van refer amb un aparell diferent per tal d'evitar confusions.

### Església

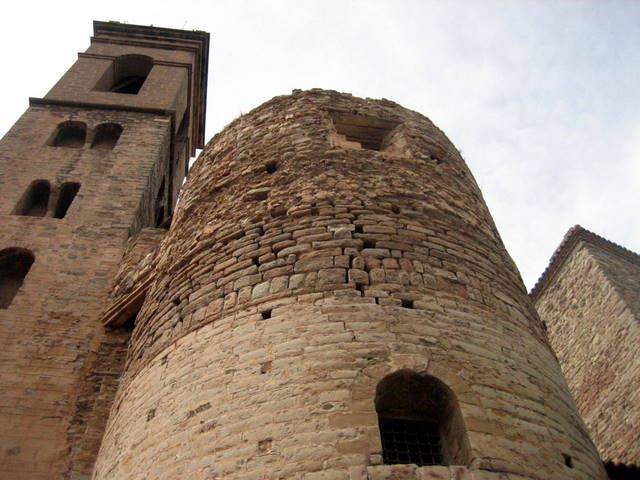
Església. Absis i campanar (Abril 2008)

L'Església de Nostra Senyora del Roser de Súria es trobava dins l'antic terme del castell i en degué ser la parròquia. Apareix citada en la relació de parròquies anterior al 1154 com a parròquia de «Sorisa». De l'obra romànica, erigida al s. XII, només es conserven una petita part de la nau, l'absis i el campanar, encara que modificats per sobrealçaments. L'absis és semicircular i va ser sobreaixecat per tal de fortificar-lo. Les dues etapes constructives són molt evidents per l'aparell i per la qualitat de l'edificació. Al centre s'hi obre una finestra, amb una obertura àmplia que acull un reixat. Originàriament devia ser de doble esqueixada. A la part sud de l'absis hi ha una altra finestra romànica, ara paredada, que consta de dos blocs de pedra, a manera de muntants, coronats per un bloc monolític en forma d'arc de mig punt. Aquest arc ha estat decorat amb motius geomètrics i ressalts a manera d'arquivoltes. El campanar de torre consta d'una socolada i tres pisos, mancats d'ornamentació i només indicats per les finestres.

## Història

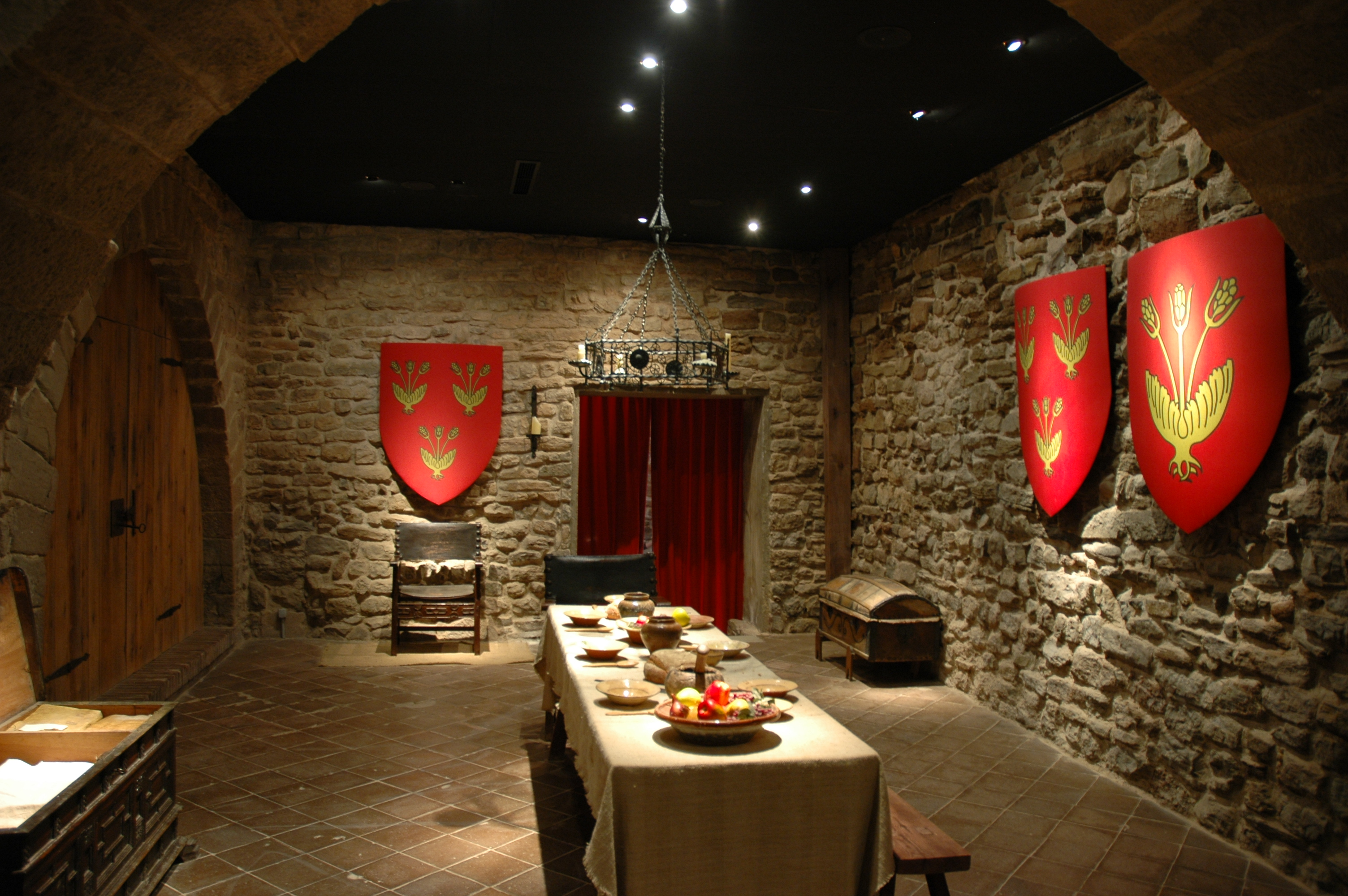
Recreació d'una taula parada a l'interior del castell

Tot i ser documentat ja al final del s. X, del castell no es conserva cap resta anterior al s.XII. Defensava el territori corresponent a l'actual terme de Súria. Durant segles ha estat transformat reiteradament adaptant-lo als diversos usos que se n'han fet.
Dels segles XII-XIII, es conserva la torre de l'homenatge (segle xii), que ha quedat ubicada dins l'edifici en la rehabilitació posterior que es va fer. En el seu origen, el castell de Súria formava part de la línia de frontera amb els sarraïns, que passava pel Cardener. Als segles xiv-XV, després de passar a mans dels Cardona, el primitiu castell-torre es transformà en un castell-residència. Durant molts anys, la plaça forta de Súria presidida pel castell, va ser un punt estratègic d'interès militar. El castell dominava durant l'edat mitjana la denominada Ruta de la Sal al seu pas pel riu Cardener, així com la seva producció. El castell ha estat objecte de moltes refeccions i es pot afirmar que no hi ha res anterior al segle xii.
L'origen del castell de Súria, però, es remunta al segle x. Era sota domini comtal i formava part del dot de la comtessa Ermessenda, la qual el 1023 l'empenyorà al seu fill Berenguer Ramon I, juntament amb altres castells. El trobem documentat des del 993 com un domini dels comtes de Barcelona. El feudatari era la família Cardona. L'any 1314 fou incorporat al Cardona. El castell de Súria restà vinculat al comtat, i després ducat, de Cardona. La seva funció principal era protegir el camí entre Manresa i Cardona. Tingué un paper important en les guerres carlines i fou remodelat i consolidat. Aleshores quedà definida l'estructura de planta quadrada que presenta. Va acollir durant un temps una escola pública a inicis del segle xx. Després restà abandonat fins que l'any 1981 fou objecte d'una restauració per part de la Direcció General d'Arquitectura i Habitatge de la Generalitat de Catalunya. Aquesta intervenció, dirigida per Josep M. Esquius, va servir per desbrossar l'interior, consolidar els murs i cobrir l'edifici am una volta de vidre.